# Ulica Poznańska w Bydgoszczy
Ulica Poznańska – jedna z najważniejszych ulic centrum Bydgoszczy, wyprowadzająca z centrum ruch komunikacyjny w kierunku południowo-zachodnim, a dawniej także północno-zachodnim, stanowiąca jeden z głównych ośrodków osadniczych dawnego Przedmieścia Poznańskiego. Zrealizowane w latach 70. XX wieku przebicie ul. Grudziądzkiej umożliwiło przekształcenie ulicy w jednokierunkową. Do lat 60. XX wieku od Zbożowego Rynku do ul. Świętej Trójcy ulicą przebiegała linia tramwajowa.
Ulica znajduje się w ciągu drogi krajowej nr 25, a w przeszłości przebiegały tu również drogi E83, E261 oraz droga krajowa nr 5.

## Historia
Nazwa ulicy w oficjalnych dokumentach pojawiła się w 1850 jako Posernerstraße. W istocie ulica ta ma dzieje o wiele dawniejsze, związane z istnieniem w tym rejonie (zwanym dawniej Przedmieściem Poznańskim) od połowy XVI w. kościółka szpitalnego św. Krzyża, który rozebrano w latach 1834–1840 (obecne posesje nr 12 i 14). Przy ul. Poznańskiej 25, od 1846 do 1969 istniał budynek kościoła staroluterańskiego. Latem 2017 w ramach prowadzonych prac archeologicznych przebadano zachowane mury przyziemia. Początek ulicy wyznaczała Brama Poznańska, rozebrana przez pruskiego zaborcę latach 30. XIX wieku.
Zabudowa ulicy pochodzi w większości z przełomu XIX i XX wieku.

## Zabytki
- kamienica nr 23 z 1857, trzykondygnacyjna z dwiema dwukondygnacyjnymi oficynami, z boniowanym parterem elewacji frontowej. Dom wpisany do gminnej ewidencji zabytków[5].
- kamienica nr 26 z 1895, z charakterystycznym lwem nad wejściem, w l. 2018–2019 podwyższona o 1 kondygnację. Dom wpisany do gminnej ewidencji zabytków[6].

## Inne ważne obiekty
- Totalizator Sportowy Sp. z o.o. VII Oddział (nr 20)

## Nazwy
Przez całą historię istnienia ulica nie zmieniała nazwy, występując w zależności od przynależności państwowej Bydgoszczy jako Posener Straße lub ulica Poznańska.

## Komunikacja
Przez ulicę przejeżdżają linie autobusowe nr 35N, 51, 52, 55, 56, 58, 59 i 60. W przeszłości kursowały nią również linie 33N, 52bis, 53, 56bis, 57N, 59bis, 61, 62, 64, 92, 98, 102 i 201, a także linie tramwajowe A i 1.